# San Fernando (Trynidad i Tobago)
San Fernando − miasto w Trynidadzie i Tobago, w zachodniej części wyspy Trynidad, nad zatoką Paria (Morze Karaibskie). Trzecie co do wielkości miasto kraju.
Liczba mieszkańców miasta w 2000 roku wynosiła około 55,4 tys.
W mieście rozwinął się przemysł spożywczy oraz drzewny.